# Инчаусти, Беньят
Бенья́т Инча́усти Элорриа́га (исп. Beñat Intxausti Elorriaga; род. 20 марта 1986,  Аморебьета-Эчано, Испания) — испанский профессиональный шоссейный велогонщик, баскского происхождения, выступающий за команду Movistar Team.

## Карьера
В детстве Беньят параллельно занимался велоспортом и футболом с спортивной школе Герники. Любовь к велогонкам баску привил родной дядя — Йон Элоррииага, который выступал на команду Iberdrola, которая являлась фарм-клубом знаменитой ONCE. Именно дядя подарил юному Беньяту первый велосипед. С самого детства Инчаусти выступал на многочисленный детских внутрииспанских гонках и в итоге, выбирая между футболом и велоспортом, баск выбрал велоспорт.
Первый профессиональный контракт Беньят подписал в 2007 году с командой Nicolás Mateos, фарм-клубом протуровской команды Saunier Duval-Scott. В составе этой команды он выступил на главной молодёжной гонке мира — Тур де л'Авенир и занял на ней пятое итоговое место, уступив всего полторы минуты голландцу Бауке Моллема. Осенью 2007 года Беньят в составе молодёжной сборной Испании принял участие в чемпионате мира, где стал шестидесятым в групповой гонке.
Следующий сезон Инчаусти начал уже в основном составе Saunier Duval-Scott. В январе, на аргентинской гонке Тур Сен Луис, он стал вторым на четвёртом этапе, что стало его лучшим достижением сезона. В первом же сезоне Беньят принял участие во многих престижных гонках. Так он стал шестым в горном зачете Париж — Ницца, выступал на Туре Страны басков, Флеш Валлонь и на Туре Польши. В следующем году Инчаусти дебютировал на Вуэльте, которая стала первой супермногодневнкой в его карьере. Итогом его выступления на этой гонке стала 60-я позиция в общем зачете и 47-я в горной классификации.
После того, как команда Saunier Duval-Scott начала испытывать серьёзные финансовые затруднения Инчаусти принял решение перейти в главную команду Страны басков — Euskaltel-Euskadi. В весенней части сезона баск выступал очень уверенно — на Критериум Интернасьональ он замкнул десятку лучших, стал пятым на Гран-при Мигеля Индураина, а неделю спустя занял второе итоговое место на Туре Страны басков, опередив даже капитана своей команды, олимпийского чемпиона Самуэля Санчеса. После этого Беньят одержал свою первую победу в профессионалах — он выиграл разделку на Вуэльте Астурии, некоторое время лидировал в общем зачете, но в итоге откатился на третье место. В сентябре Инчаусти второй раз принял старт на Вуэльте, где он принимал участие в защите позиций лидера команды Игора Антона. На 14 этапе Инчаусти пострадал в завале, в котором сломал ключицу лидировавший Антон. Беньят смог финишировать, но на следующий этап не вышел из-за полученных повреждений.
Перед сезоном 2011 года Инчаусти перешёл из Euskaltel-Euskadi в другую испанскую профессиональную команду — Movistar Team. Главной задачей для Беньята была борьба за белую майку лучшего молодого гонщика Тур де Франс, а также поддержка своего друга, лидера команды на Туре, Хавьера Тондо. В весенней части сезона Инчаусти выступал очень уверенно — он занял четвёртое место на Туре Страны басков и пятое на Туре Романдии. В мае Тондо и Инчаусти отправились на совместный горный сбор для подготовки к Тур де Франс. 23 мая Хавьер Тондо трагически погиб в собственном доме, на глазах в своего друга Беньята Инчаусти. Эта трагедия существенно повлияла на состояние Беньята. Будучи одним из фаворитов молодёжного зачета Тура  он не смог серьёзно вмешаться в борьбу на первых этапах, а после нескольких падений и вовсе сошёл с гонки. Эпидемия падений продолжилась и на Вуэльте Бургоса, которую он также не смог завершить. На Вуэльте Инчаусти был бледной тенью самого себя и занял только 86-е место в общем зачете.
В апреле 2012 года Инчаусти выиграл многодневную Вуэльту Астурии, а спустя месяц стартовал на Джиро. Основной целью для Беньята была борьба за отдельные этапы, в особенности за 17-й этап, который проводился в годовщину гибели Тондо. Ближе всего к победе Инчаусти подошёл на восьмом этапе, где смог стать вторым, уступив только итальянскому горовосходителю Доменико Поццовиво. На этапе памяти Тондо испанец стал седьмым. До девятнадцатого этапа Инчаусти уверенно находился в десятке сильнейших общего зачета, но на двух последних горных этапах он проиграл более часа и откатился на 38-е место. Куда более убедительно Инчаусти выступил на Вуэльте. Несмотря на свой статус грегари для лидера команды Алехандро Вальверде Инчаусти показал ряд хороших результатов и замкнул десятку сильнейших, внеся огромный вклад в призовое место Вальверде и в победу Movistar Team в командном зачете.